# رنگینک

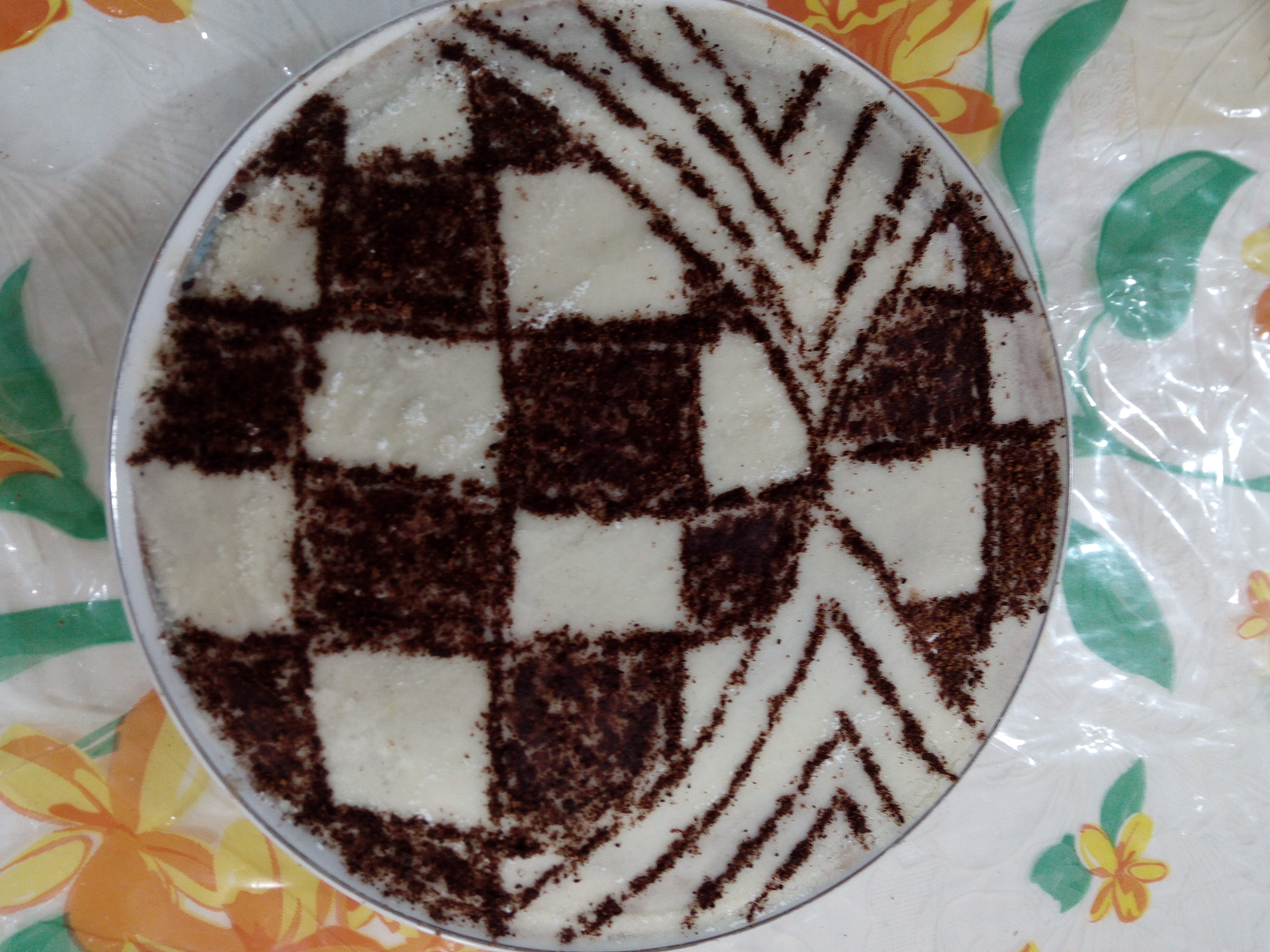
رنگینک تزیین‌شده با پودر شکر و دارچین

رنگینک نام نوعی شیرینی با اصالت منتسب به شهرهای جنوبی، در مناطق جنوب ایران (کرمان، فارس، بوشهر، هرمزگان و خوزستان) است که با رطب یا خرما، آرد، گردو و گاهی پودر دارچین تهیه می‌شود.

## دستور تهیه
تهیهٔ آن به این صورت است که ابتدا آرد را بو داده وقتی بوی خامی آرد گرفته شد و کمی تغییر رنگ داد روغن اضافه کرده و در صورت تمایل کمی کره وقتی به رنگ کهربایی درآمد سپس روی خرما ریخته می‌شود. سپس پودر دارچین را روی آن می‌پاشیم. در صورت تمایل می‌توان داخل خرما گردو قرار داد و روی آن را با پودر گردو، پسته، نارگیل و… تزیین کرد.

## فواید
این دسر انرژی زیادی دارد و برای افرادی که پیاپی فشارشان می‌افتد، مناسب است.